# Anzacia debilis
Anzacia debilis är en spindelart som först beskrevs av Henry Roughton Hogg 1900.  
Anzacia debilis ingår i släktet Anzacia och familjen plattbuksspindlar. Artens utbredningsområde är Victoria, Australien. Inga underarter finns listade i Catalogue of Life.